# Manchesterterrier
Manchesterterrier är en hundras från Storbritannien. Den är en högbent, släthårig terrier som är namngiven efter staden Manchester i Nordvästra England.

## Historia
Manchesterterriern avlades fram mot mitten av 1800-talet. Ursprunget är Old English Black and Tan Terrier, möjligen med viss inkorsning av whippet. Målet var att få fram en hund som var snabbare i de populära råtthetsningarna där en hund skulle döda största möjliga antalet råttor i en inhägnad på kortast möjliga tid.
Från 1860 deltog rasen under namnet Black-and-Tan Terrier på hundutställning. Första gången namnet Manchester Terrier förekom i tryck var 1879, ett namn rasen fick officiellt 1923.
Manchesterterriern är en av de raser som tros ha använts vid framavlandet av den tyska dobermannen.

## Egenskaper
Manchesterterriern är lättlärd och lämplig för olika slags hundsport. Rasen är livlig och lekfull och tillgiven mot sin familj.

## Utseende
En hanhund av manchesterrier har en mankhöjd på omkring 41 centimeter och en tik har en mankhöjd på omkring 38 centimeter. Pälsen är slät och färgen är black and tan, det vill säga svart med bruna tecken. Manchesterterriern anses ofta till utseendet påminna om en liten dobermann. Manchesterterriern skall vara sunt byggd och ha välbalanserade rörelser, det önskvärda är att rasen ska ge ett kompakt men ändå elegant intryck.